# Flanelbord

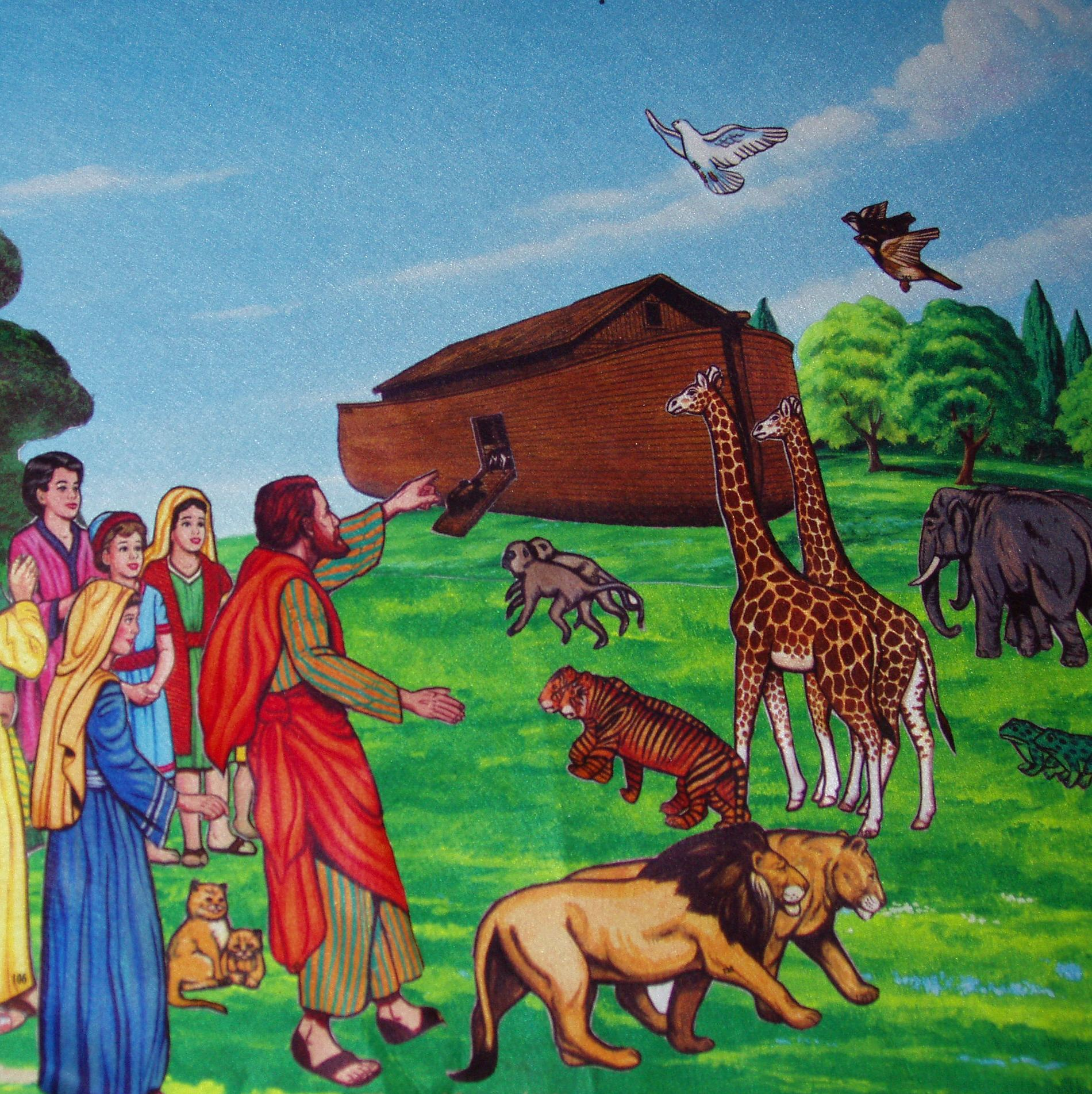
Flanelbord met een voorstelling van de ark van Noach

Een flanelbord is een met flanel (geruwd textiel) bespannen demonstratiebord, dat lichte voorwerpen, aan de achterzijde met flanel beplakt, vasthoudt.
Het flanelbord is de voorloper van de overheadprojector, de flip-over en het magneetbord, die op hun beurt steeds meer worden vervangen door de videoprojector. In het midden van de 20e eeuw was het flanelbord populair bij (zondag)scholen en kleuterscholen. Het was een ideaal hulpmiddel om een verhaal te ondersteunen met de uitbeelding van het tafereel. Het bord zelf was meestal donker van kleur. Daarop werden de vooraf gemaakte figuren geplakt. Door plaatjes bij te plakken of weg te halen kon het tafereel worden aangepast.